# Jean-Paul Marchandiau
 (avril 2014).
Si vous disposez d'ouvrages ou d'articles de référence ou si vous connaissez des sites web de qualité traitant du thème abordé ici, merci de compléter l'article en donnant les références utiles à sa vérifiabilité et en les liant à la section « Notes et références ».
Jean-Paul Marchandiau, né le 12 juillet 1949 à Montceau-les-Mines, et mort le 18 janvier 2012  à Mâcon en Saône-et-Loire, est un peintre français.

## Biographie
Jean-Paul Marchandiau est diplômé de l'École supérieure des beaux-arts de Mâcon en 1971, spécialité Arts du feu, puis obtient sa certification d'Arts plastiques à Paris en 1974.
Il enseigne les arts plastiques jusqu'en 2000 et se consacre intégralement à la peinture.
Il préside depuis 1996 l'Académie d'art de Mâcon, association Loi 1901, qui œuvre pour la promotion et la diffusion d'artistes régionaux et nationaux. Un salon qui regroupe une cinquantaine d'artistes, plasticiens et sculpteurs, est organisé chaque année.

## Commandes publiques
- Bibliothèque et archives départementales de Mâcon : cocréation[Qui ?] et réalisation d'une fresque en lave de Volvic
- Collège Anne-Frank, Montchanin : tapisserie.
- Médecine du travail du bâtiment, Charnay-lès-Mâcon : peintures.
- Président des marbriers de France : deux fresques en lave de Volvic.
- Collège David-Niépce, Sennecey-le-Grand : peinture monumentale.
- Caisse primaire d'assurance maladie de Saône-et-Loire : peinture monumentale.
- Collège Les Dîmes, Cuisery : décors de théâtre.
- Collège Bréart, Mâcon : cocréation[Qui ?] d'une œuvre en lave de Volvic.
- Œuvres acquises par des municipalités : Mâcon, Bourg-en-Bresse, Berlin, Amsterdam, Blanzy…

## Créations graphiques
- Société des Concerts Cantoria, École nationale de musique de Mâcon : logotype
- S.A Laville, Paris : design de portails
- Autosur, expertise automobile : logotype
- Pezerat-Bonnet
- Arts et Métiers/Comité Miss France : création d'affiche
- François Paquet, Rhône-Alpes : promotion et communication
- Serge Vie Diffusion : packaging cosmétiques
- Domaine de Pierrolles, Saône-et-Loire : étiquettes et affiches
- Caisse primaire d'assurance maladie, Journées Nationales de la Communication : étiquettes et affiches
- Gymnase David Niepce, Sennecey-le-Grand : logotype
- Caisse primaire d'assurance maladie, colloque nationale : lithographie
- Établissements Lassarat : plaquette publicitaire
- Édition Edisud Priva : illustration de livres
- R. Galan, pilote d'essais : réalisation de volumes
- Rome, Italie : décoration intérieure d'une grande surface, 200 peintures 90 cm/50 cm

## Principales expositions personnelles
- C.A.R. Montceau-les-Mines
- Chapelle de la Verrerie, Le Creusot
- Municipalité de Berlin, Hôtel de ville
- Halle Ronde, Givry
- Le Lavoir, Romenay
- Écurie de Saint Hugues, Cluny
- Galerie François Martin, Mâcon
- Galerie Gauge, Villefranche-sur-Saône
- Centre Albert camus, Bourg-en-Bresse
- Galerie Dionysos, Mâcon
- Galerie Hermes, Lyon
- Galerie Deplagne, Mâcon
- Parc des Expositions, Bourg-en-Bresse
- Galerie Everart, Paris
- Galerie Pascale, Bourg-en-Bresse
- Cellier Clairvaux, Dijon
- Galerie Humoret, Mâcon
- Galerie du Vieux Temple, Charnay-lès-Mâcon
- Galerie Michel Philibert, Grenoble
- Galerie Saint Vincent, Mâcon
- Cellier des Moines, Tournus
- La Buissonière, Mâcon
- Abbaye de Tournus